# Camp Swift
Camp Swift è un census-designated place degli Stati Uniti d'America, situato nella contea di Bastrop dello Stato del Texas. Secondo il censimento effettuato nel 2010 la popolazione era di 6,383. Camp Swift nasce come base di addestramento dell'esercito degli Stati Uniti, costruita nel 1942. Prende il nome dal Maggior generale Eben Swift.

## Geografia fisica
Camp Swift è situata nel centro-nord della contea, a 37 miglia (60 km) ad est di Austin e 7 miglia (11 km) a nord di Bastrop.
Secondo l'Ufficio del censimento degli Stati Uniti d'America la comunità ha un'area totale di 12.1 miglia quadrate (31.4 km²), di cui 12.0 miglia quadrate (31.2 km²) sono terra, mentre 0.08 miglia quadrate (0.2 km², corrispondenti allo 0.65% del territorio) sono costituiti dall'acqua.

## Società

### Evoluzione demografica
Secondo il censimento del 2000, c'erano 4,731 persone, 1,127 nuclei familiari e 849 famiglie residenti nel CDP La densità di popolazione era di 396.2 persone per miglio quadrato (153.0/km²). C'erano 1,231 unità abitative a una densità media di 103.1 per miglio quadrato (39.8/km²). La composizione etnica del CDP era formata dal 73.28% di bianchi, l'8.84% di afroamericani, l'1.16% di nativi americani, lo 0.25% di asiatici, il 13.11% di altre razze, e il 3.30% di due o più etnie. Ispanici o latinos di qualunque razza erano il 37.88% della popolazione.
C'erano 1,127 nuclei familiari di cui il 40.1% aveva figli di età inferiore ai 18 anni, il 58.2% erano coppie sposate conviventi, il 10.9% aveva un capofamiglia femmina senza marito, e il 24.6% erano non-famiglie. Il 19.3% di tutti i nuclei familiari erano individuali e il 4.4% aveva componenti con un'età di 65 anni o più che vivevano da soli. Il numero di componenti medio di un nucleo familiare era di 2.98 e quello di una famiglia era di 3.40.
La popolazione era composta dal 22.6% di persone sotto i 18 anni, l'8.9% di persone dai 18 ai 24 anni, il 42.5% di persone dai 25 ai 44 anni, il 21.1% di persone dai 45 ai 64 anni, e il 5.0% di persone di 65 anni o più. L'età media era di 34 anni. Per ogni 100 femmine c'erano 185.9 maschi. Per ogni 100 femmine dai 18 anni in su, c'erano 224.0 maschi.
Il reddito medio di un nucleo familiare era di 41,833 dollari, e quello di una famiglia era di 44,352 dollari. I maschi avevano un reddito medio di 30,572 dollari contro i 25,044 dollari delle femmine. Il reddito pro capite era di 12,829 dollari. Circa il 9.2% delle famiglie e il 11.6% della popolazione erano sotto la soglia di povertà, incluso il 9.6% di persone sotto i 18 anni e il 25.7% di persone di 65 anni o più.

## Istruzione
Camp Swift è servita dal Bastrop Independent School District.